# Gutshaus Köchstedt

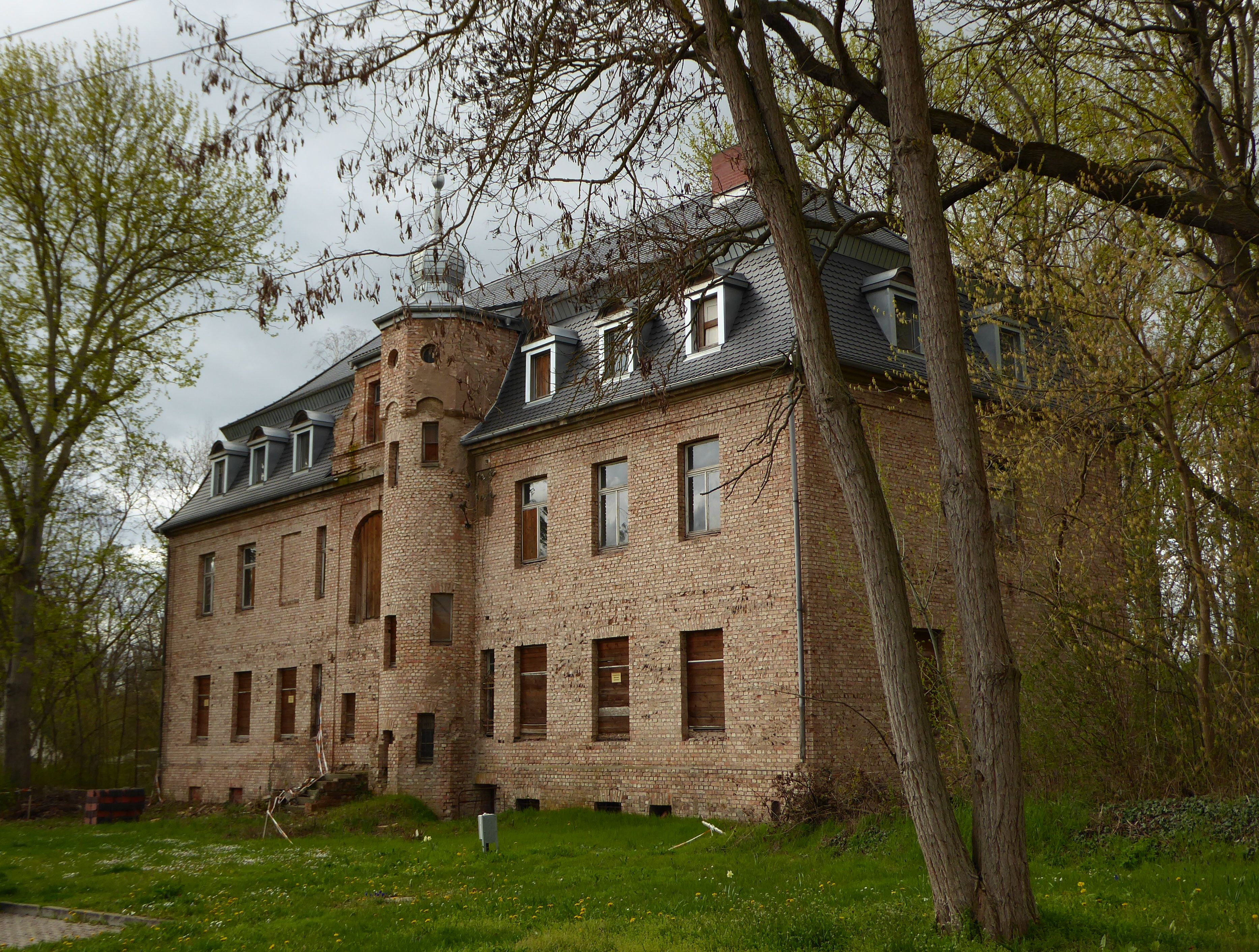
Gutshaus Köchstedt

Das Gutshaus Köchstedt, auch als Schloss Köchstedt betitelt, ist ein denkmalgeschütztes Gutshaus im Ortsteil Köchstedt der Gemeinde Teutschenthal in Sachsen-Anhalt. Im örtlichen Denkmalverzeichnis ist das Bauwerk unter der Erfassungsnummer 094 55041 als Baudenkmal verzeichnet.

## Baubeschreibung
Das Gebäude wurde im Stil eines Landschlosses erbaut. Durch diese Bauweise entstand im Volksmund die Bezeichnung „Schloss“. Das Gebäude verfügt über einen Treppenturm, eine komplexe Dachgestaltung mit verschiedenen Gaubentypen, drei Schweifgiebeln und einer vielgestaltigen Turmhaube.
Um das Gutshaus erstreckt sich eine Parkanlage, in deren östlichen Teil sich das Gutshaus befindet.

## Geschichte
Das Gutshaus des Gutshofes wurde in den Jahren 1906 und 1907 im Auftrag von Hans Ernst Koch errichtet. Seine Vor- und Nachfahren waren hier und im benachbarten Bennstedt ansässig und verpachteten die beiden Gutshöfe teils untereinander. So bewirtschaftete Johannes Ernst Koch (1877–1959) von Köchstedt aus zeitweise auch den Gutshof in Bennstedt für seinen Bruders, den Oberstleutnant Moritz Adolph Otto Koch (1875–1945), mit.